# 波阿兹卡雷
波阿兹卡雷（土耳其語：Boğazkale），原称为博阿玆柯伊（土耳其語：Boğazköy）是土耳其乔鲁姆省的一个城镇，是古代赫梯王国的首都哈图沙所在地。